# Waikato-Tainui
Waikato-Tainui, auch Waitako oder Tainui ist ein Iwi (Stamm, Klan) der indigenen Māori in Neuseeland. Er gehört dem Waka (wörtlich: Boot, Kanu; hier in der Bedeutung Stammesvereinigung) Tainui an, dem außerdem die Iwi Hauraki, Ngāti Maniapoto und Ngāti Raukawa angehören.
Der Stamm nannte sich selbst für einige Zeit Tainui, das 1946 gegründete Tainui Māori Trust Board und viele Neuseeländer nutzen heute den Namen Tainui oder Waikato-Tainui.
Der Iwi ist auf der Nordinsel Neuseelands in der Region Waikato angesiedelt. Der diese Region durchfließende gleichnamig Fluss spielt eine wichtige Rolle in der Geschichte und Kultur des Iwi. 
Hamilton ist der wichtigste Bevölkerungsschwerpunkt der Angehörigen des Iwi. Auch die Ortschaft Ngaruawahia ist von historischer Bedeutung und Ort des nationalen Heiligtums (Marae) Turangawaewae. Der Iwi Waikato-Tainui untergliedert sich in 33 Hapū (Unterstämme) und 65 Marae (Familiengruppen). Der gesamte Iwi zählt heute über 52.000 Angehörige.
Die parlamentarische Organisation des Iwi ist die Te Kauhanganui o Waikato Incorporated, der 195 Stammesangehörige, drei aus jedem der 65 Marae, angehören. Die 65 Marae sind über ein großes Gebiet zwischen Te Kūiti und Cambridge im Süden bis nach Auckland im Norden verteilt. Die Stammesverwaltung ist die Waikato Raupatu Trustee Company Ltd, die aus dem Tainui Māori Trust Board hervorging, in Hopuhopu bei Ngaruawahia.
Traditionell gibt es eine enge Verbindung zwischen den Tainui und der University of Waikato, die Schwerpunkte in Māori und moderner Regionalgeschichte hat. Die Universität bewahrt auch Dokumente und Objekte mit Bezug auf den Iwi auf.
1999 investierte der Stamm zusammen mit einem Konsortium, dem außerdem Graeme Lowe und Malcolm Boyle angehörten, in den Rugbyverein Auckland Warriors. Der Verein war jedoch weder finanziell noch sportlich erfolgreich. In der Mitte der Saison 2000 übernahm der Stamm die Anteile des Konsortiums, um eine Trendwende bei dem Verein herbeizuführen. Am Ende der Saison war der Verein nahezu bankrott und die meisten Aktiva wurden an den Geschäftsmann Eric Watson verkauft, der aus ihnen den Nachfolgeverein New Zealand Warriors aufstellte.